# Linia kolejowa nr 403
Linia kolejowa nr 403 – jednotorowa, niezelektryfikowana, drugorzędna linia kolejowa (poza odcinkiem w km 25,442 – 67,055 znaczenia państwowego) łącząca posterunek odgałęźny Piła Północ ze stacją Ulikowo.

## Historia
Linia kolejowa łącząca Stargard z Piłą została zbudowana pod koniec XIX wieku. Jej budowę podzielono na trzy etapy. Pierwszy odcinek, z Piły do Wałcza, został otwarty 1 listopada 1881 roku; dalsza część, z Wałcza do Kalisza Pomorskiego, została otwarta 1 września 1888 roku, a 1 września i 15 października 1895 uruchomiono odcinki Ognica–Ulikowo i Kalisz Pomorski-Ognica.
Po II wojnie światowej linia straciła swoją dawną rangę i obsługiwała tylko ruch lokalny. W końcu XX wieku stan techniczny linii uległ znacznemu pogorszeniu w takim stopniu, że został zamknięty odcinek pomiędzy Kaliszem Pomorskim a Wałczem. Kursowanie pociągów zostało zakończone 23 czerwca 2000 roku.
Niecały rok po zamknięciu linii, 10 czerwca 2001 przywrócono ruch pociągów w relacji Kalisz Pomorski – Stargard; połączenie to 14 grudnia 2003 zostało zawieszone, wznowione 5 stycznia 2004 i ponownie zawieszone 30 czerwca tego samego roku. Połączenie Kalisz Pomorski – Stargard zostało na powrót otwarte 1 września 2006 roku, a Piła – Wałcz 31 stycznia 2007.

### Modernizacja
W 2009 roku projekt modernizacji linii został włączony do Regionalnego Programu Operacyjnego Województwa Zachodniopomorskiego na lata 2007–2013. Remontem został objęty odcinek pomiędzy Wałczem a Ulikowem, a jego zakres objął wymianę nawierzchni toru, roboty okołotorowe i odwodnieniowe, wymianę nawierzchni przejazdów, naprawę i modernizację wybranych peronów i montaż wiat przystankowych, przebudowę urządzeń sterowania ruchem kolejowym, naprawę obiektów inżynieryjnych (mostów, wiaduktów i przepustów) oraz budowę łączności teletechnicznej.
W rezultacie modernizacji został przywrócony dla ruchu odcinek między Wałczem a Kaliszem Pomorskim. Podniesiono prędkość do 100 km/h, skrócono czas podróży, zwiększono częstotliwość kursowania pociągów oraz poprawiono infrastrukturę obsługi podróżnych. Całkowity koszt projektu wyniósł 19 758 915 złotych.
Kursowanie pociągów na odcinku Piła – Wałcz ponownie zawieszono 21 lutego, a na odcinku Kalisz Pomorski – Ulikowo 1 marca 2012. Pierwotny termin przywrócenia kursów, 1 czerwca 2012 roku, został przesunięty o trzy miesiące. Już po przyjęciu rozkładu jazdy pojawiły się trudności z dofinansowaniem przewozów regionalnych. Przesunięcie terminu uruchomienia przewozów pozwoliło PKP PLK na wykonanie dodatkowych prac finansowanych z własnych środków; wzdłuż toru został ułożony kabel światłowodowy. Pozwoliły one m.in. na otwarcie zmodernizowanej nastawni w Kaliszu Pomorskim, która na odcinku z Wałcza do Ulikowa  przejęła zdalną obsługę urządzeń sterowania ruchem kolejowym.
Od 1 września 2012 wznowiono regularne kursy pociągów w relacji Piła Główna–Szczecin Główny. Po modernizacji maksymalna prędkość dla pociągów pasażerskich została podniesiona z 80 km/h do 100 km/h. W sezonie letnim 2016 r. po linii 403 kursował pociąg pospieszny TLK "Lubomirski" przez Bydgoszcz, Warszawę i Lublin do Przemyśla. Od 11 grudnia 2016 r. tą linią wytrasowano pociąg TLK "Moniuszko" w relacji Szczecin Gł. – Lublin; wcześniej kursował trasą przez Krzyż i Piłę.
8 stycznia 2014 Urząd Transportu Kolejowego nakazał wprowadzenie ograniczeń eksploatacyjnych z powodu złego stanu technicznego podkładów. 19 września 2017 roku rozstrzygnięto postępowanie przetargowe na kompleksową wymianę nawierzchni na odcinku Recz Pomorski – Tarnowo Pomorskie na długości 10 km. Prace wykonała firma ZRK DOM Poznań.

## Galeria zdjęć

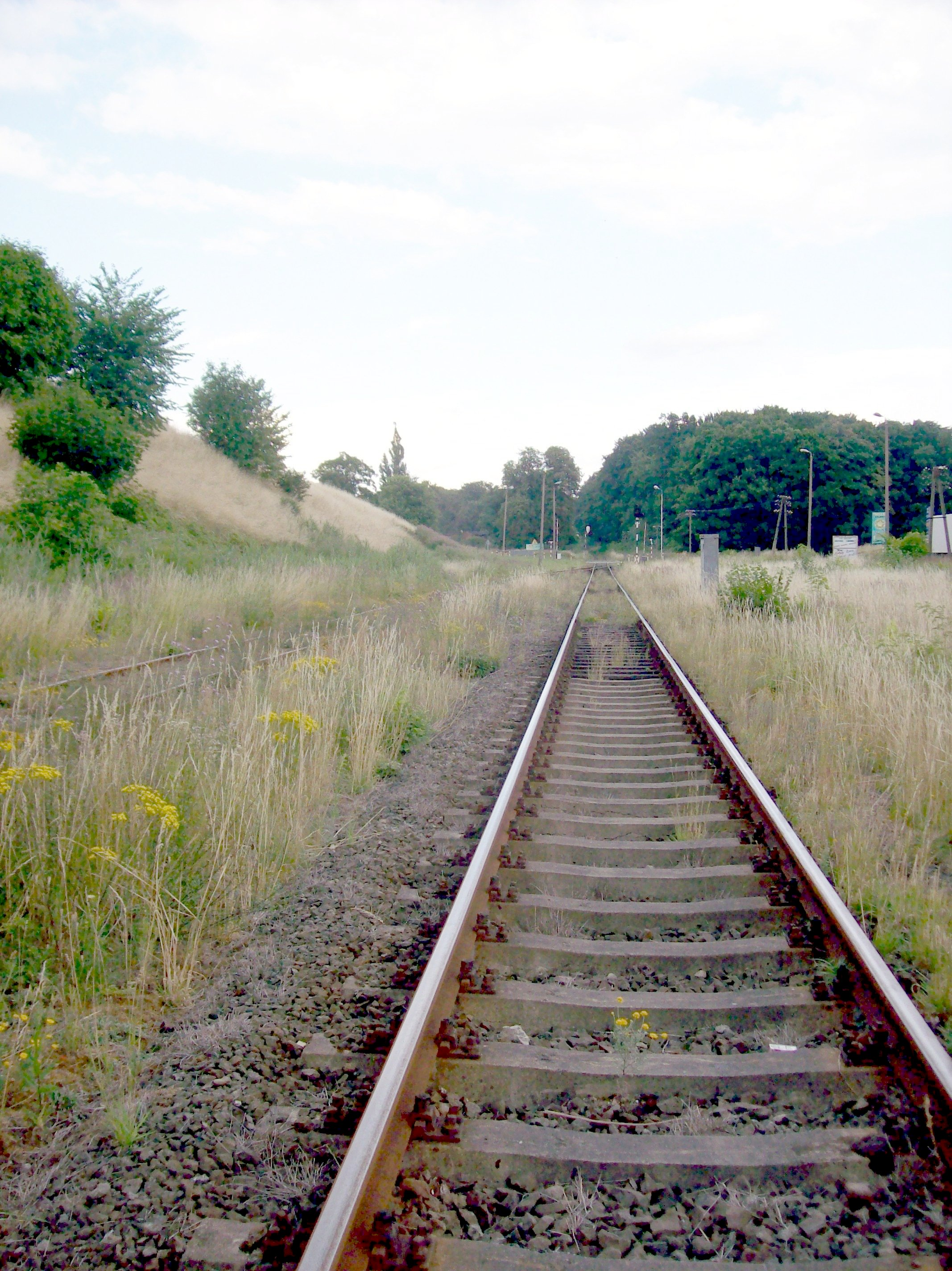
Szlak Recz Pom. – Słutowo
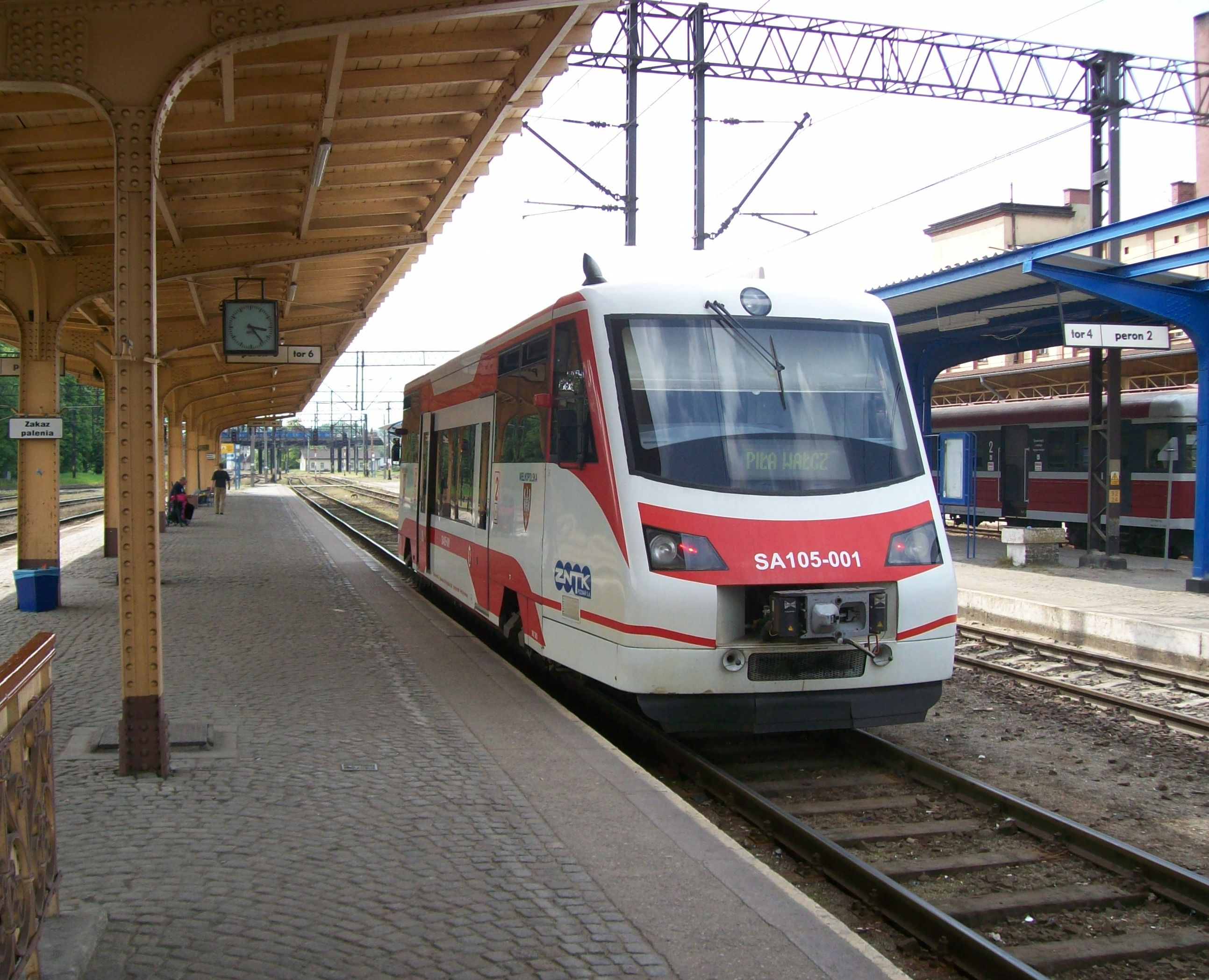
Szynobus SA105 jako pociąg osobowy z Piły Gł. do Wałcza
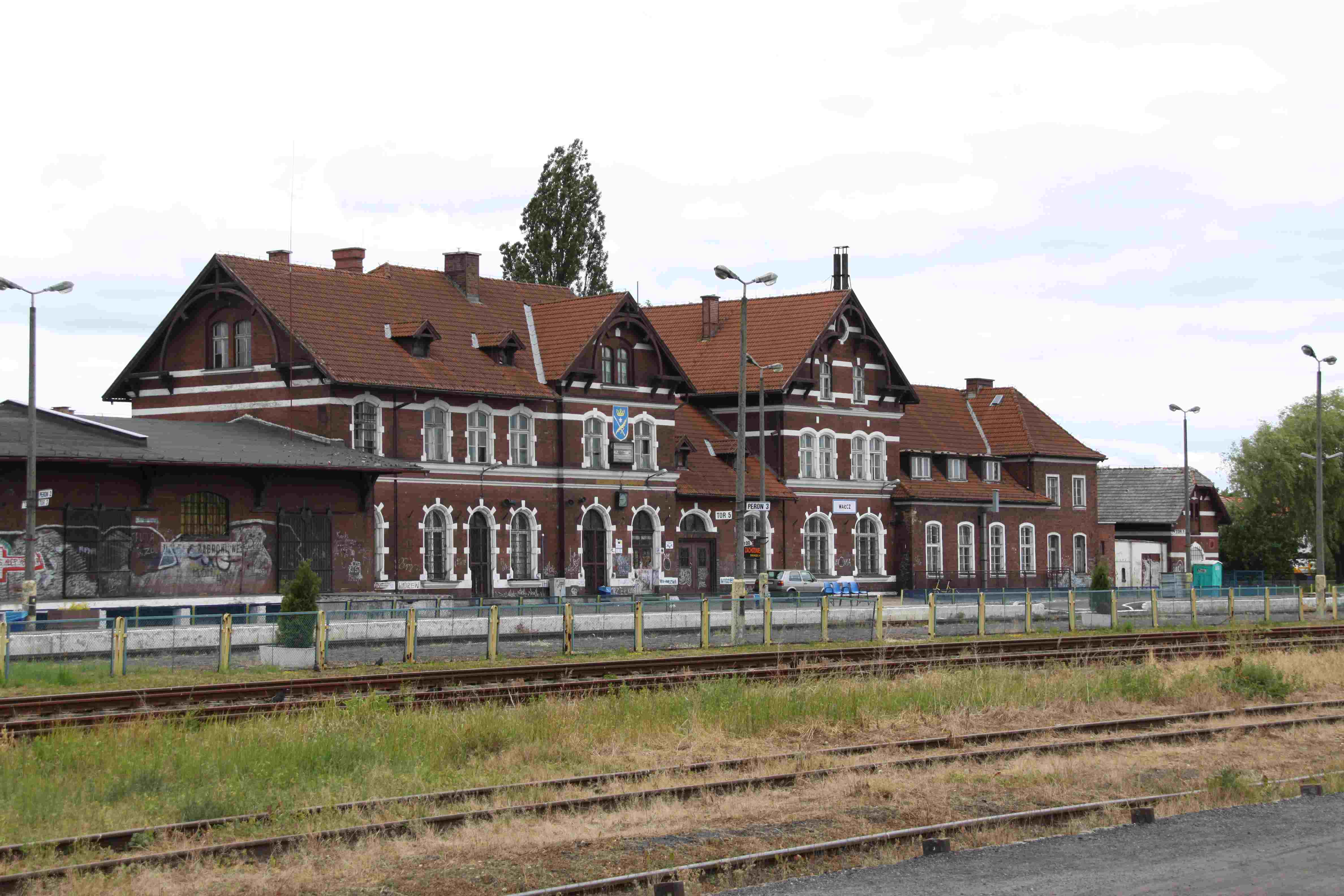
Stacja kolejowa Wałcz
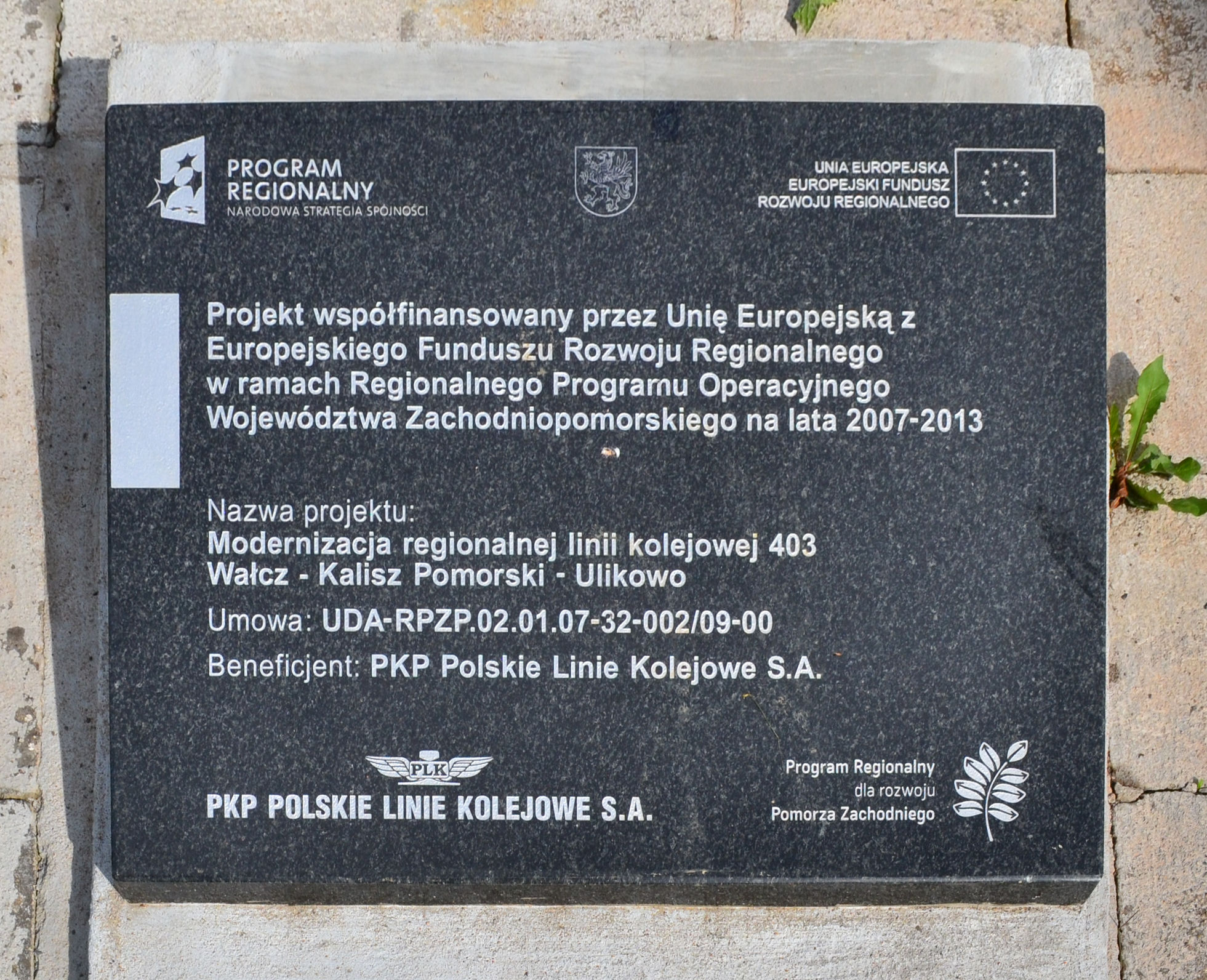
Tablica na przystanku Recz Pomorski upamiętniająca zakończenie modernizacji linii kolejowej 403
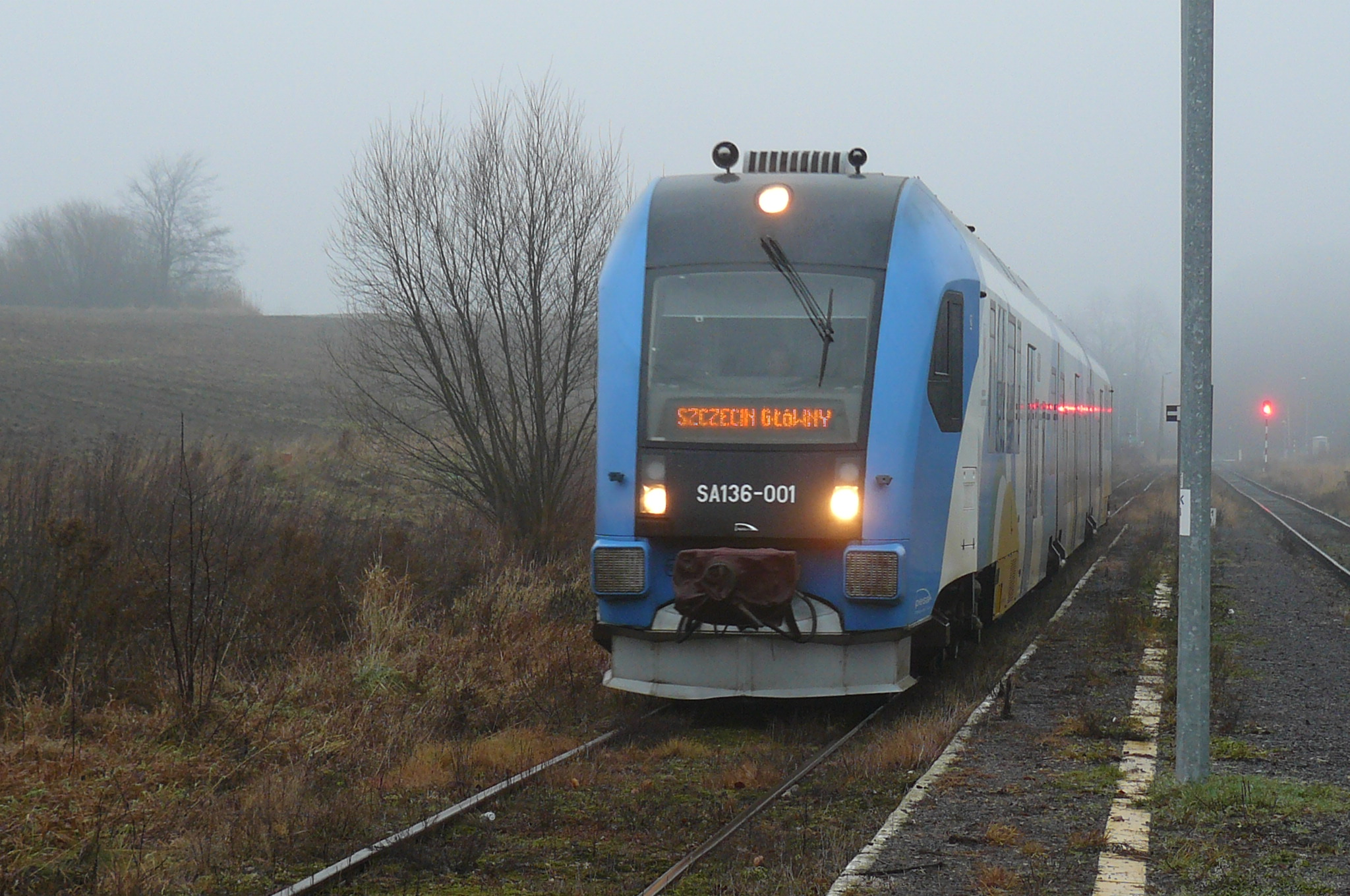
Szynobus SA136 jako pociąg osobowy z Piły do Szczecina. Stacja Recz Pomorski.
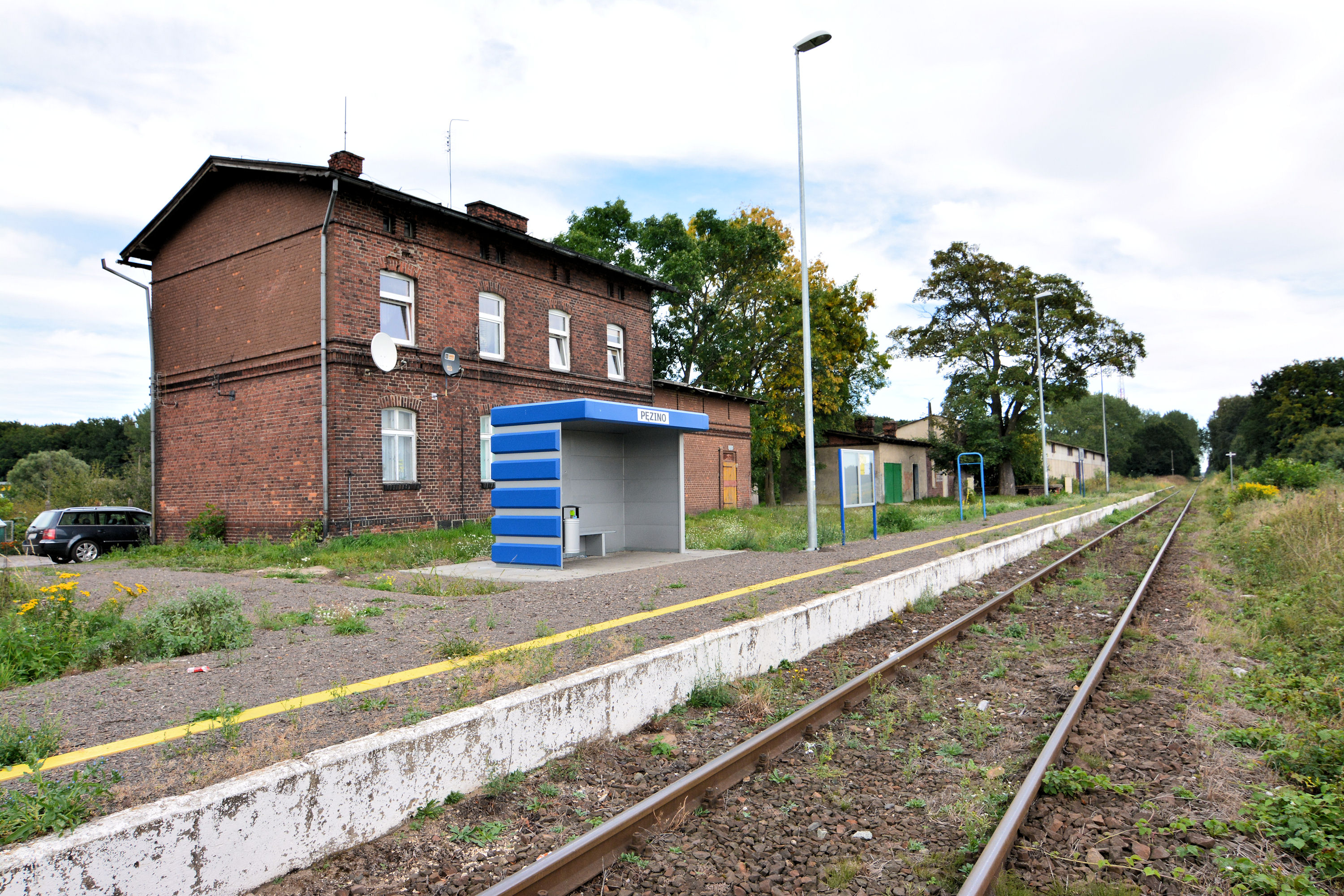
Przystanek kolejowy Pęzino
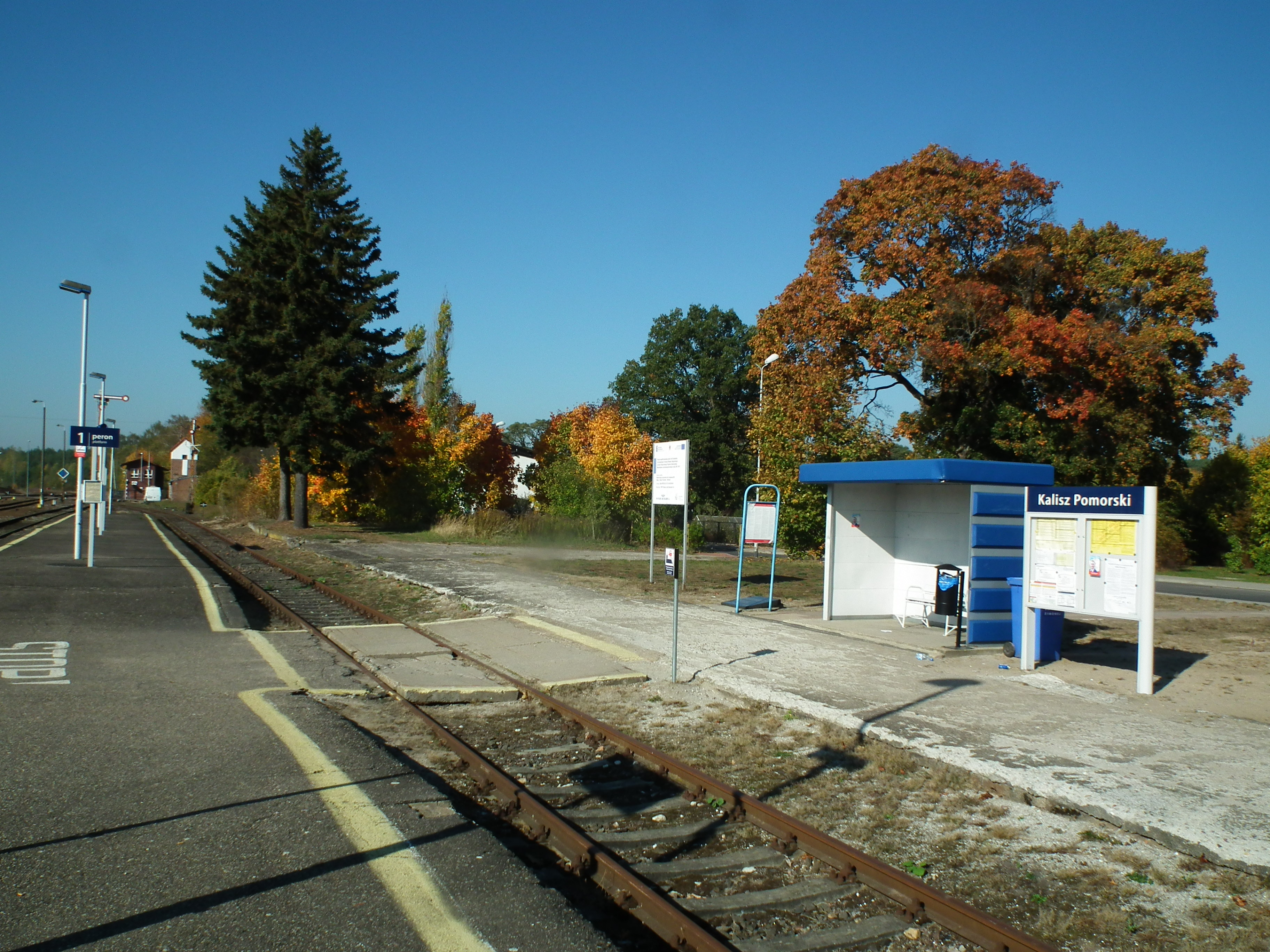
Stacja kolejowa Kalisz Pomorski
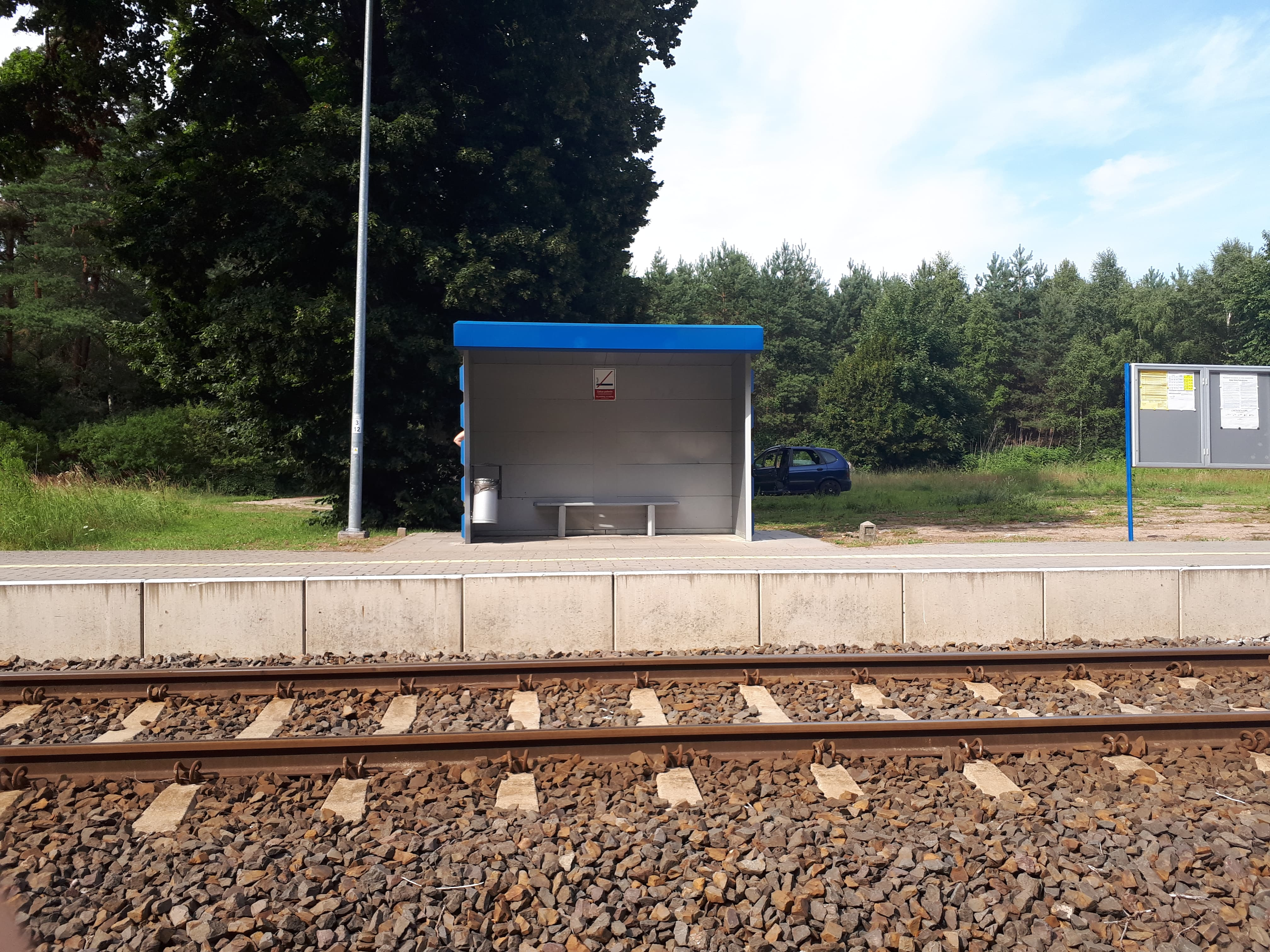
Widok na peron przystanku kolejowego Biały Zdrój Południowy
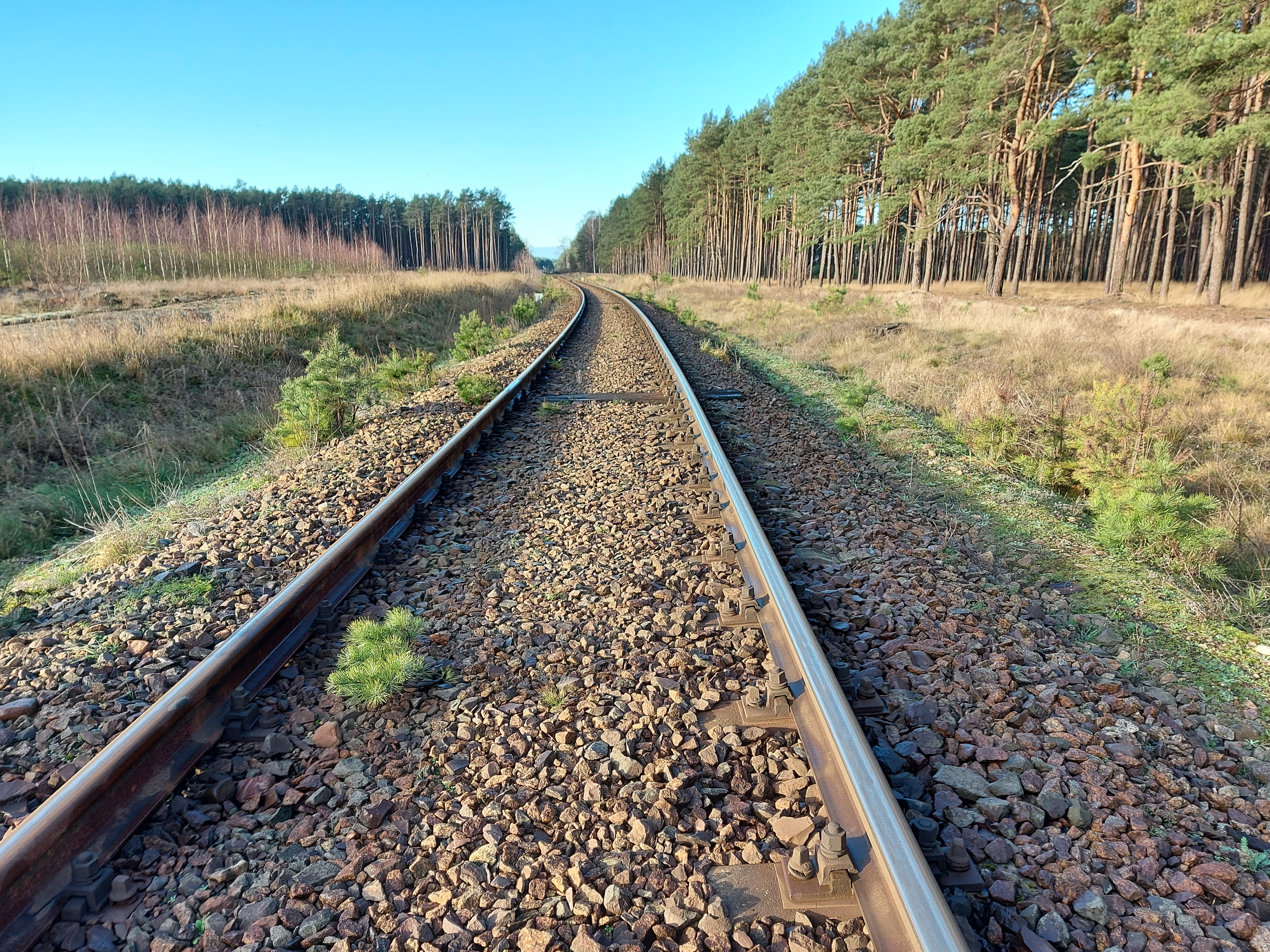
Szlak Piła Północ – Dolaszewo Wałeckie